# Churchill Barriers
Le Churchill Barriers sono quattro sbarramenti difensivi costruiti durante la seconda guerra mondiale sull'arcipelago scozzese delle Orcadi allo scopo di impedire le incursioni dei sottomarini nemici nella baia di Scapa Flow all'interno della quale si trovava una base della Royal Navy.
Le barriere furono costruite tra maggio 1940 e settembre 1944, come difese navali per proteggere la baia di Scapa Flow, ma dal 12 maggio 1945, furono utilizzate come collegamenti stradali tra le varie isole vicine.
Gli sbarramenti, che hanno una lunghezza complessiva di 2,3 km, congiungono l'isola di Mainland con quella di South Ronaldsay, passando sulle isolette minori di Lamb Holm, Glims Holm e Burray. Le due barriere meridionali, rispettivamente quella che va da Glimps Holm a Burray e da Burray a South Ronaldsay, sono classificate nella "Categoria A".

## Motivazioni belliche

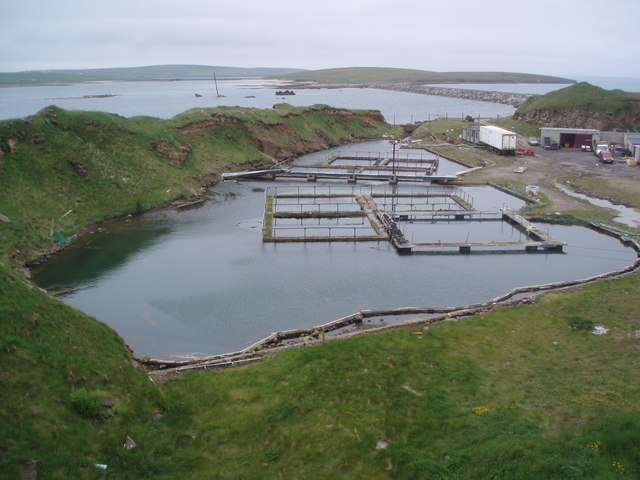
La cava principale di Lamb Holm utilizzata dai prigionieri di guerra italiani, dopo essere stata allagata e trasformata in un allevamento ittico. Sullo sfondo a destra è possibile vedere la Churchill Barrier 2 situata tra Lamb Holm e Glims Holm.

La necessità strategica delle opere militari fu messa in evidenza da un tragico evento bellico subito dalla Marina militare britannica il 14 ottobre 1939. In quell'occasione, il sottomarino tedesco U-47 sotto il comando di Günther Prien, approfittando dell'alta marea, era riuscito a penetrare nella baia e ad affondare la nave da battaglia britannica HMS Royal Oak, causando la morte di 833 membri dell'equipaggio.
Poco tempo dopo, il Primo Lord dell'Ammiragliato Winston Churchill visitò l'arcipelago e ordinò la costruzione di sbarramenti a protezione dell'accesso orientale della baia. I lavori ebbero inizio nel maggio 1940, le barriere furono completate nel settembre 1944, ma non furono ufficialmente aperte al pubblico fino al 12 maggio 1945, quattro giorni dopo la Giornata della Vittoria in Europa.

## Costruzione
Il contratto per la costruzione delle barriere fu assegnato alla Balfour Beatty, anche se una parte della Churchill Barrier 4 fu subappaltata alla William Tawse & Co. Il primo ingegnere sovrintendente del progetto fu E. K. Adamson, fu poi sostituito nel 1942 da G. Gordon Nicol.
I lavori preparatori sul sito iniziarono nel maggio 1940, mentre gli esperimenti sui modelli per la progettazione furono intrapresi presso l'Università di Manchester, ai Whitworth Engineering Laboratories.

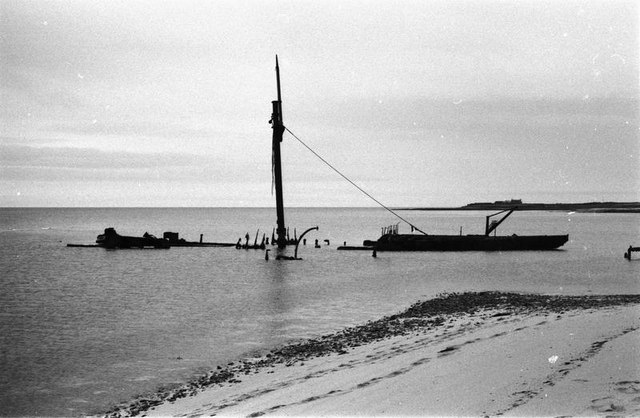
Il relitto di una nave che funge da blocco sulla Churchill Barrier 4.

Le basi delle barriere sono state costruite da gabbioni di circa 250.000 tonnellate di roccia ricavata da una cava locale e sono poggiate sul fondo del mare e si elevano fino a una profondità di 18 m; su di esse sono stati posti circa 66.000 blocchi cubici da cinque o dieci tonnellate l'uno. I blocchi da cinque tonnellate sono stati posati sul nucleo mentre i blocchi da dieci tonnellate sono stati disposti sui lati in uno schema casuale per interrompere le onde.
Per ironia della sorte, i lavori si conclusero il 12 maggio 1945 a guerra praticamente conclusa. Cessata la loro funzione bellica, le opere militari non sono state smantellate: rimaste in sede, sono utilizzate come collegamento stradale fra le isole.

## Manodopera
All'inizio si procedette all'affondamento di navi per creare ostacoli all'accesso in baia degli U-Boot tedeschi. Nel maggio del 1940 iniziarono i lavori di costruzione dei 4 tratti di sbarramento. Gran parte della manodopera utilizzata per costruire le barriere era composta dai circa 1300 prigionieri di guerra italiani catturati durante la campagna del Nordafrica e detenuti su Mainland a partire dal 1942, mentre nel 1943 raggiunse l'impiego di oltre 2000 lavoratori.
I prigionieri furono alloggiati in tre diversi campi, 600 al Campo 60 e i restanti 700 furono suddivisi in due campi a Burray.

### Italian Chapel
I prigionieri italiani ospitati sull'isola di Lamb Holm in uno dei tre campi allestiti appositamente per i lavori, costruirono, utilizzando due baracche Nissen e altri mezzi di fortuna, una piccola ma graziosa cappella, la Italian Chapel chiamata anche the miracle of Camp 60. Ristrutturata nel 1960 con la collaborazione del suo progettista originario, attualmente è una delle attrattive turistiche dell'area.

## Impatto ecologico
Una ricerca dell'Università di York pubblicata nel 2012 ha mostrato dei cambiamenti significativi nell'ecologia dell'area e che dietro le barriere un ambiente eutrofico dominava a causa della perdita del flusso naturale dell'acqua.

## Deterioramento
A ottobre 2011, il Consiglio delle isole Orcadi prese il controllo delle barriere dal Ministero della difesa britannico. Da allora, con l'aumento degli eventi meteorologici sempre più imprevedibili e l'innalzamento del livello del mare causati dal riscaldamento globale, le barriere iniziarono a deteriorarsi. Delle quattro barriere solo la Churchill Barrier 2 si trova ad alto rischio e necessita di essere sostituita, secondo l'Agenzia scozzese per la protezione dell'ambiente. Sostituire anche solo uno degli sbarramenti risulta essere molto impopolare nelle Orcadi per via del loro significato storico. Da febbraio 2021, il consiglio è alla ricerca di possibili opzioni per preservare le barriere.

## Galleria d'immagini

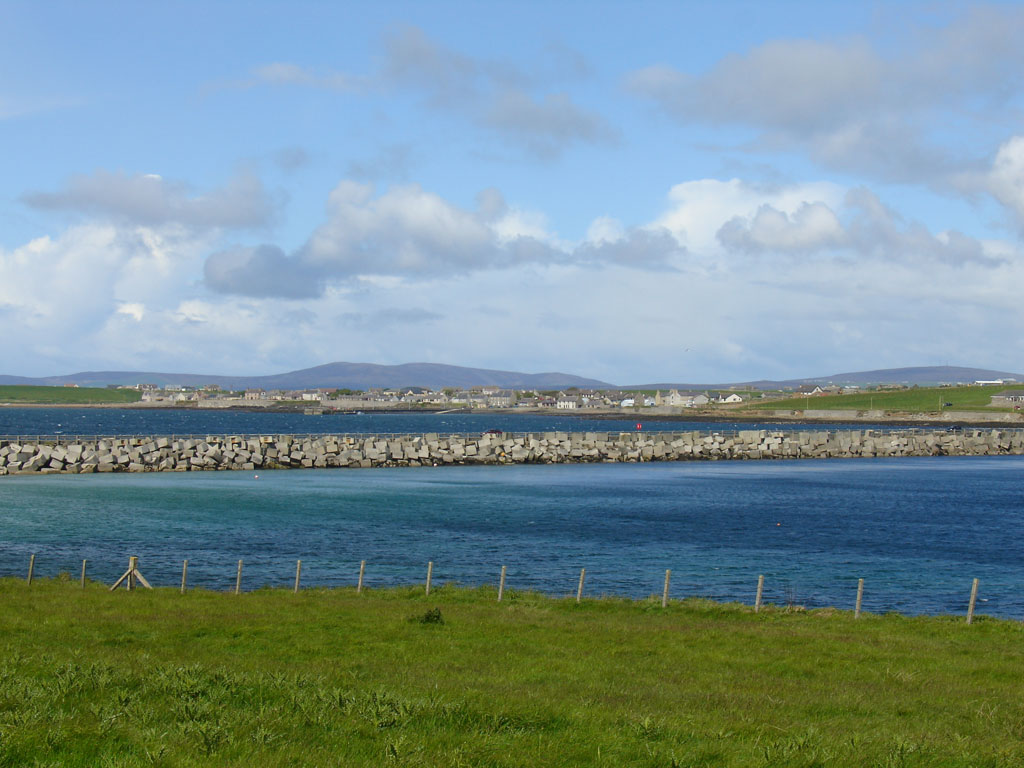
La Churchill Barrier 1, che collega Mainland e Lamb Holm, dove l'U-47 tedesco attraversò il canale per entrare nella baia di Scapa Flow e affondò l'HMS Royal Oak nel 1939.
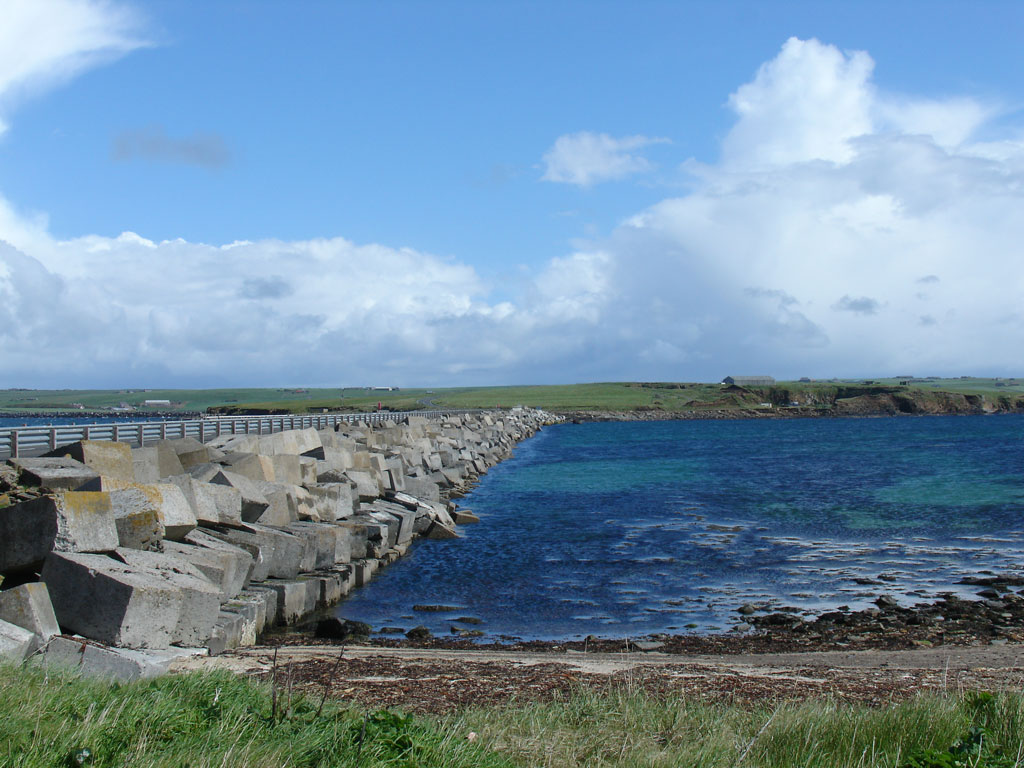
La Churchill Barrier 2, che collega Lamb Holm e Glims Holm.
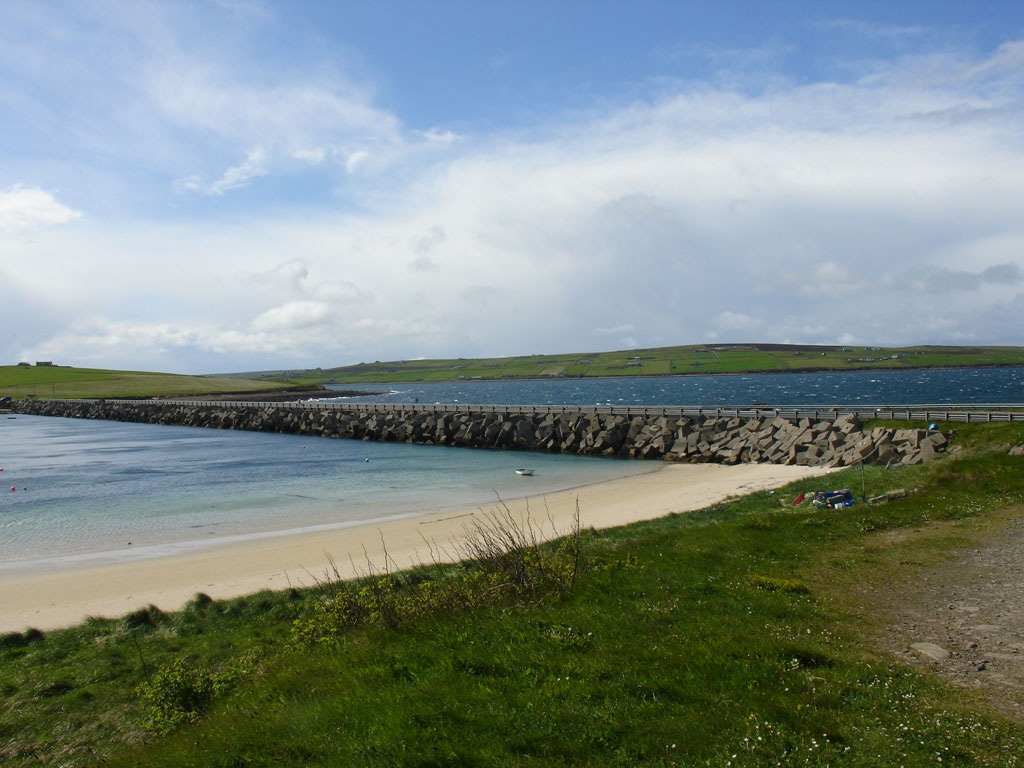
La Churchill Barrier 3, che collega Glims Holm e Burray.
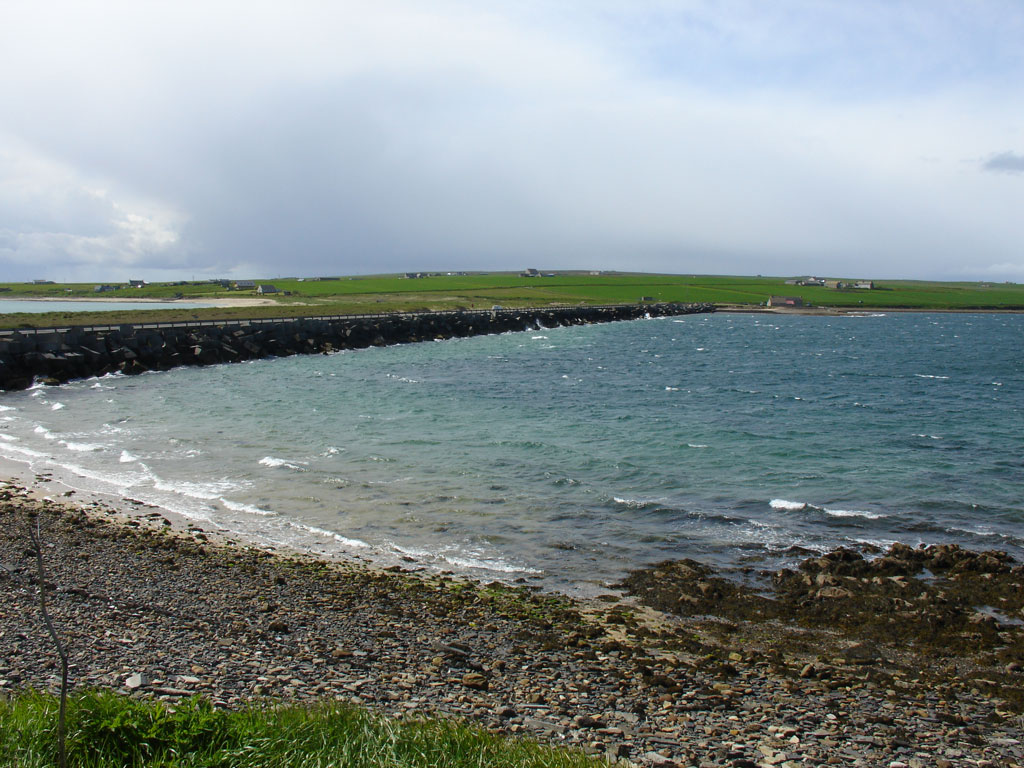
La Churchill Barrier 4, che collega Burray e South Ronaldsay.